# Лора Риган
Лора Риган (англ. Laura Regan; нар. 11 жовтня 1977, Галіфакс) — канадська актриса.

## Життя і кар'єра
Риган народилася в Галіфаксі, Нова Шотландія, в родині прем'єр-міністра Джеральда Ригана. У підлітковому віці вона планувала стати балериною, але через травму вирішила вступати до Університету Макгілла в Монреалі, де вивчала акторську майстерність. Потім вона переїхала в Нью-Йорк, де продовжила навчання в університеті Нова школа та консерваторії Стелли Адлер. У 2000 році вона дебютувала на телебаченні в епізоді серіалу «Закон і порядок: Спеціальний корпус», а потім зіграла невелику роль у фільмі «Невразливий».
Риган зіграла головну роль у провальному фільмі 2002 року «Вони» (2002). Також у неї були ролі другого плану у фільмах «Флірт зі звіром», «Одним оком», «Невидимка 2» і «Мертва тиша». У 2014 році вона зіграла головну роль в ще одному провальний проєкт, «Атлант розправив плечі: Частина 3», заснований на однойменній новелі. Більш часто Риган з'являлася на телебаченні, граючи гостьові ролі в таких серіалах як «Закон і порядок: Злочинний намір», «Мертва справа», «Зачаровані», «Шукач» і «Касл», також періодичні в «Справедлива Емі» і «Божевільні». Лише в 2015 році Риган отримала основну роль на телебаченні, в телесеріалі Fox «Особлива думка», сиквеле однойменного фільму 2002 року.

## Особисте життя
З літа 2007 року Риган одружена ірано-американським сценаристом і продюсером Фархадом Сафиния.

## Фільмографія
- Невразливий (2000)
- Флірт зі звіром (2001)
- Одним очком (2002)
- Вони (2002)
- Невидимка 2 (2006)
- Мертва тиша (2007)
- Матч бідняка (2007)
- Як стати серійним вбивцею (2008)
- Кістки (2011)
- Атлант розправив плечі: Частина 3 (2014)
- Особлива думка (2015)